# جی‌تی‌بی‌سی
جی‌تی‌بی‌سی  (به کره‌ای: 제이티비씨؛ انگلیسی: JTBC) شرکت رسانه‌ای کره‌ای است، که در سال ۱۹۸۰ تأسیس شد.

## ریتینگ
رکورد بیشترین میزان بیننده (در سراسر کشور)
|    | اثر                            | بالاترین ریتینگ | تاریخ پخش |
| -- | ------------------------------ | --------------- | --------- |
| ۱  | دنیای متأهلی                   | ۲۸.۳۷۱٪         | ۲۰۲۰      |
| ۲  | تولد دوباره در خانواده پولدار  | ۲۶.۹۴۸٪         | ۲۰۲۲      |
| ۳  | قلعه آسمان                     | ۲۳.۷۷۹٪         | ۲۰۱۹      |
| ۴  | دکتر چا                        | ۱۸.۵۴۶٪         | ۲۰۲۳      |
| ۵  | کلاس ایته‌‌وون                   | ۱۶.۱۸۱٪         | ۲۰۲۰      |
| ۶  | آژانس                          | ۱۶.۰۴۴٪         | ۲۰۲۳      |
| ۷  | پادشاه سرزمین                  | ۱۳.۷۸۹٪         | ۲۰۲۳      |
| ۸  | به سامدالری خوش آمدید          | ۱۲.۳۹۹٪         | ۲۰۲۴      |
| ۹  | زن باوقار                      | ۱۲.۰۶۵٪         | ۲۰۱۷      |
| ۱۰ | مامان بد                       | ۱۲.۰۳۲٪         | ۲۰۲۳      |
| ۱۱ | بچه های من به من سردرد می دهند | ۱۰.۷۱۵٪         | ۲۰۱۳      |
| ۱۲ | کانگ نام سون قدرتمند           | ۱۰.۴۲۰٪         | ۲۰۲۳      |
| ۱۳ | نور چشمانت                     | ۹.۷۳۱٪          | ۲۰۱۹      |
| ۱۴ | دو بونگ سون قدرتمند            | ۹.۶۶۸٪          | ۲۰۱۷      |
| ۱۵ | پشت لمس تو                     | ۹.۶۱۸٪          | ۲۰۲۳      |